# Hysterographium acaciae-catechu
Hysterographium acaciae-catechu är en svampart som beskrevs av A. Pande 2008. Hysterographium acaciae-catechu ingår i släktet Hysterographium och familjen Hysteriaceae.   Inga underarter finns listade i Catalogue of Life.